# Daria Dmitrieva (gymnastique)
Pour les articles homonymes, voir Dmitriev et Daria Dmitrieva pour la joueuse de handball.
Daria Andreïevna Dmitrieva (en russe : Дарья Андреевна Дмитриева) est une gymnaste rythmique russe, née le 22 juin 1993 à Irkoutsk. 

## Biographie
Petite, fille de parents musiciens proches de certaines célébrités, fascinée par le showbiz, elle a été amenée à rencontrer David Guetta, et Owl City. 
Ce n'est qu'à 9 ans que sa tante Annette Dmitrieva la motive pour se lancer dans la Gymnastique Rythmique, un sport dans lequel cette jeune femme s'est épanouie.

## Palmarès

### Jeux olympiques
- Londres 2012
  -  médaille d'argent au concours général individuel.

### Championnats du monde
- Moscou 2009
  -  médaille d'or au concours général par équipes.
- Moscou 2010
  -  médaille d'or au concours général par équipes.
  -  médaille d'or au ruban.
  -  médaille d'argent au ballon.

### Championnats d'Europe
- Minsk 2011
  -  médaille d'or au concours général par équipes.
  -  médaille de bronze au ballon.